# H.E.A.T
H.E.A.T — шведская рок-группа из Upplands Väsby, играющая в стиле Melodic Rock и AOR которая была создана в 2007 году.

## История группы
Группа H.E.A.T возникла в январе 2007 года в результате объединения двух шведских групп Dream и Trading Fate. В 2008 году был выпущен дебютный альбом H.e.a.t.
Группа выступала на Melodifestivalen 2009 — шведском этапе Евровидения - но не одержали победу в финале.
После долгих летних гастролей по Швеции в 2009, они впервые отыграли концерт в Японии — на фестивале LOUD PARK, после чего второй год подряд участвовали в крупнейшем фестиваля мелодичного рока Британии в Ноттингеме.
15 июня H.e.a.t объявили о том, что Кенни Лекремо уходит из группы по личным причинам. 27 июля в Стокгольме состоялся последний концерт H.E.A.T в оригинальном составе. Новым вокалистом стал бывший участник метал-группы RAID Эрик Грёнвалль,  одержавший в 2009 году победу в шведской версии шоу Idol и выпустивший к тому моменту два сольных альбома.
В феврале 2010 года у группы вышел EP Beg Beg Beg, а затем в мае 2010 полный второй альбом Freedom Rock.
Ещё через 2 года, в марте 2012, выходит третий студийный альбом Address The Nation.

## Участники группы

### Актуальный состав
- Kenny Leckremo, вокал (2007 — 2010, 2020 — ...)
- Jona Tee, клавишные
- Jimmy Jay, бас-гитара
- Crash (Lars Jarkell), ударные
- Dave Dalone, гитара (2007-2012, 2016 — ...)

### Бывшие участники
- Erik Grönwall, вокал (2010 — 2020)
- Erik Rivers (2007 — 2016)

## Дискография
- 2008 — H.e.a.t.
- 2010 — Freedom Rock
- 2012 — Address The Nation
- 2012 —  Living on the Run (сингл)
- 2014 —  A Shot at Redemption (сингл)
- 2014 — Tearing Down The Walls
- 2015 —  Live in London (живое выступление)
- 2017 —  Time on Our Side (сингл)
- 2017 —  Redefined (сингл)
- 2017 —  Eye of the Storm (сингл)
- 2017 —  Into the Great Unknown (сингл)
- 2018 —  Drink Alone (сингл)
- 2019 —  Live at Sweden Rock Festival (живое выступление)
- 2020 —  H.E.A.T II
- 2020 —  Back to Life (сингл)
- 2021 —  Rise Kenny Leckremo Version (сингл)
- 2022 —  Nationwide (сингл)
- 2022 —  Back to the Rhythm (сингл)
- 2023 —  Freedom (сингл)
- 2023 — Will You Be (сингл)
- 2023 — Rock Your Body Live (сингл)
- 2023 — Dangerous Ground Live (сингл)
- 2023 —  Extra Force (сингл)
- 2025 —  Welcome to the Future